# Senecio bahioides
Senecio bahioides es una especie de plantas del género Senecio, familia Asteraceae, originaria de Chile.

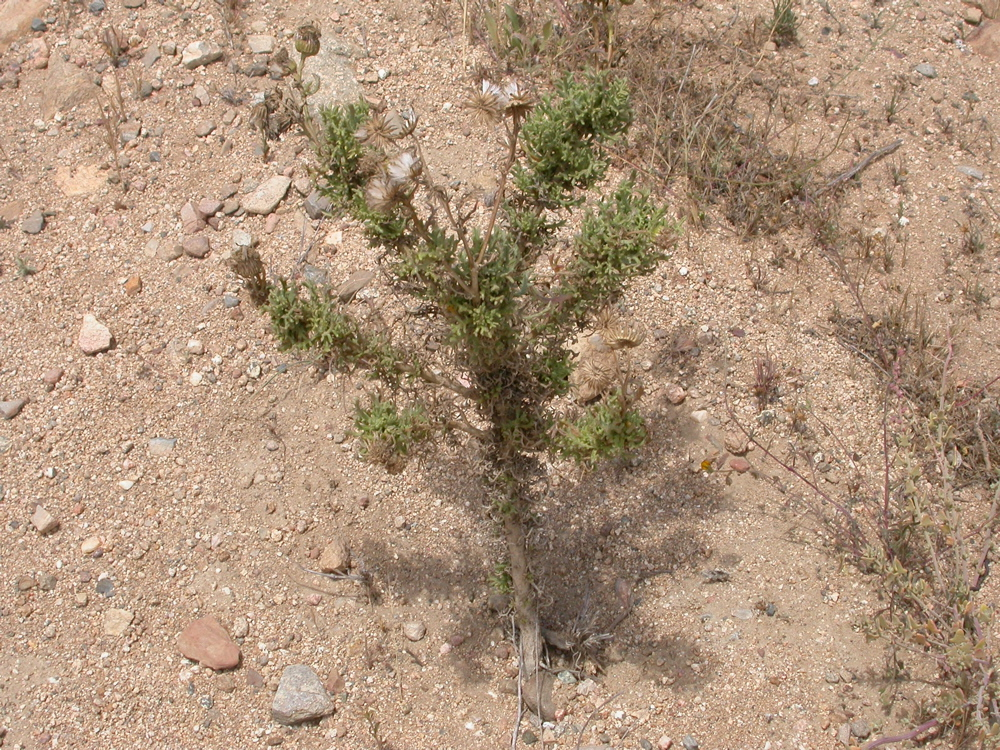
Vista de la planta

## Taxonomía
Senecio bahioides fue descrita por  Hook.  &  Arn.  y publicado en Journal of Botany, being a second series of the Botanical Miscellany 3: 336. 1841.
Etimología
Ver: Senecio
bahioides: epíteto latíno que significa "parecida al género Bahia".
Sinonimia
- Senecio bahioides var. bahioides
- Senecio bahioides var. glaber Hook. & Arn.
- Senecio bahioides var. lanosus Hook. & Arn.
- Senecio irregularis Phil.[4]